# Mexikanisches Neunbinden-Gürteltier
Das Mexikanische Neunbinden-Gürteltier (Dasypus mexicanus) ist eine Art der Langnasengürteltiere. Es handelt sich um einen mittelgroßen Vertreter der Gürteltiere. Im äußeren Erscheinungsbild gleicht er weitgehend dem Neunbinden-Gürteltier. Übereinstimmend zu anderen Gürteltieren charakterisieren sich die Tiere durch einen Rückenpanzer, der aus einem starren Schulter- und Beckenschild besteht. Zwischen diesen beiden Abschnitten befinden sich entsprechend zum Neunbinden-Gürteltier acht bis zehn bewegliche Bänder. Unterschiede zwischen den beiden Arten sind vor allem in der Anatomie des Schädels zu finden.
Das Verbreitungsgebiet des Mexikanischen Neunbinden-Gürteltiers umfasst größere Teile Mittelamerikas und den südlichen bis zentralen Abschnitt Nordamerikas. Als einziger Vertreter der Gürteltiere kommt es somit in den USA vor, wo es erst in den 1850er Jahren nachgewiesen wurde, sich bis heute aber kontinuierlich ausbreitet. Als Habitate dienen verschiedene Wald- und Offenlandschaften vom Tiefland bis in teils höhere Berglagen.
Die Lebensweise ist durch zahlreiche Untersuchungen in den USA relativ gut erforscht. Die Tiere leben einzelgängerisch und sind nachtaktiv. Sie graben unterirdische Baue mit mehreren Eingängen und einer Nestkammer. Als Nahrung bevorzugen die Tiere Insekten, vor allem Käfer, teilweise werden aber auch Wirbeltiere verzehrt. Die Fortpflanzung findet einmal jährlich statt, begleitet von Dominanzkämpfen der Männchen. Weibchen bringen im Durchschnitt vier Jungen zur Welt, die infolge von Polyembryonie alle genetisch identisch sind.
Wissenschaftlich eingeführt wurde das Mexikanische Neunbinden-Gürteltier im Jahr 1864. In der Regel galt es als eine von mehreren Unterarten des Neunbinden-Gürteltiers, welches dadurch den am weitesten verbreiteten Vertreter der Gürteltiere repräsentierte. Durch anatomische und genetische Untersuchungen in den 2010er Jahren konnte aber aufgezeigt werden, dass das Neunbinden-Gürteltier keine einheitliche Art bildet und sich in vier Untergruppen unterteilen ließ. Hiervon bildete das Mexikanische Neunbinden-Gürteltier die nördlichste Form. Die Anerkennung als eigenständige Art datiert in das Jahr 2024.
Bedeutend in der Beziehung zum Menschen ist der Umstand, dass das Neunbinden-Gürteltier Erreger der Lepra und der Chagas-Krankheit trägt und deshalb für Forschungszwecke als Labortier verwendet wird. Der Bestand wird als nicht bedroht eingeschätzt.

## Merkmale

### Habitus
Das Mexikanische Neunbinden-Gürteltier ist ein mittelgroßer Vertreter der Langnasengürteltiere. Es erreicht eine Gesamtlänge von 66,0 bis 88,3 cm, der Durchschnittswert beträgt 80,7 cm. Davon beansprucht der Schwanz eine Länge von 30,5 bis 43,0 cm, im Mittel 38,6 cm. Das Gewicht wird je nach untersuchter Population mit 3,0 bis 7,7 kg angegeben, wobei männliche Individuen durchschnittlich größer sind als weibliche. Für Tiere aus dem US-Bundesstaat Texas beträgt das durchschnittliche Gewicht männlicher Individuen 4,7 kg, das weiblicher 4,4 kg. Die gleichen Werte für Tiere aus dem Bundesstaat Mississippi liegen bei 4,2 und 4,0 kg. Das Verhältnis ist jedoch bei Tieren aus Nicaragua mit 4,8 zu 5,1 kg umgekehrt. Insgesamt liegen die Größenmaße innerhalb der Variationsbreite des Neunbinden-Gürteltiers (Dasypus novemcinctus). Wie alle Gürteltiere besitzt das Mexikanische Neunbinden-Gürteltier einen charakteristischen Rückenpanzer. Dieser besteht aus einem festen Schulter- und Beckenschild sowie acht bis zehn, durchschnittlich neun beweglichen Bändern dazwischen, welche durch Hautfalten miteinander verbunden sind. Der Panzer besteht aus einzelnen, in Reihen angeordneten Knochenplättchen, auch Osteoderme genannt. Durch die Überdeckung der Knochenplättchen mit kleinen Hornschildchen wirken diese in den festen Panzerabschnitten aber nicht immer symmetrisch angeordnet. Die Knochenplättchen am Schulter- und Beckenschild weisen eine rundliche Form auf, die der beweglichen Bänder sind dagegen viereckig geformt, jedoch mit einer dreieckigen Musterung mit nach hinten zeigender Spitze versehen. Der Schulterschild wird rund 9,7 cm lang, der Beckenschild 13,1 cm. Das Mexikanische Neunbinden-Gürteltier weist damit verhältnismäßig den längsten Panzer unter den Angehörigen aus der Nahverwandtschaft des Neunbinden-Gürteltiers auf. Zusätzlich zum Rückenpanzer ist der lange Schwanz in seinen ersten beiden Dritteln von 12 bis 15 Knochenringen umgeben. Auf dem Kopf befindet sich des Weiteren ein Schild von im Mittel 9,8 cm Länge. Der Kopf selbst zeigt eine konische Form, wobei die Schnauze lang ausgezogen ist. Die gleichfalls kegelförmigen Ohren ragen 3,5 bis 4,3 cm auf. Die Beine sind kurz, die Vorderfüße besitzen vier und die Hinterfüße fünf Zehen, die alle scharfe Krallen tragen. Jene der zwei mittleren Vorderfußzehen sind am längsten. Der Hinterfuß erreicht eine Länge von 5,1 bis 12,0 cm, durchschnittlich sind es 9,7 cm.

### Skelettmerkmale

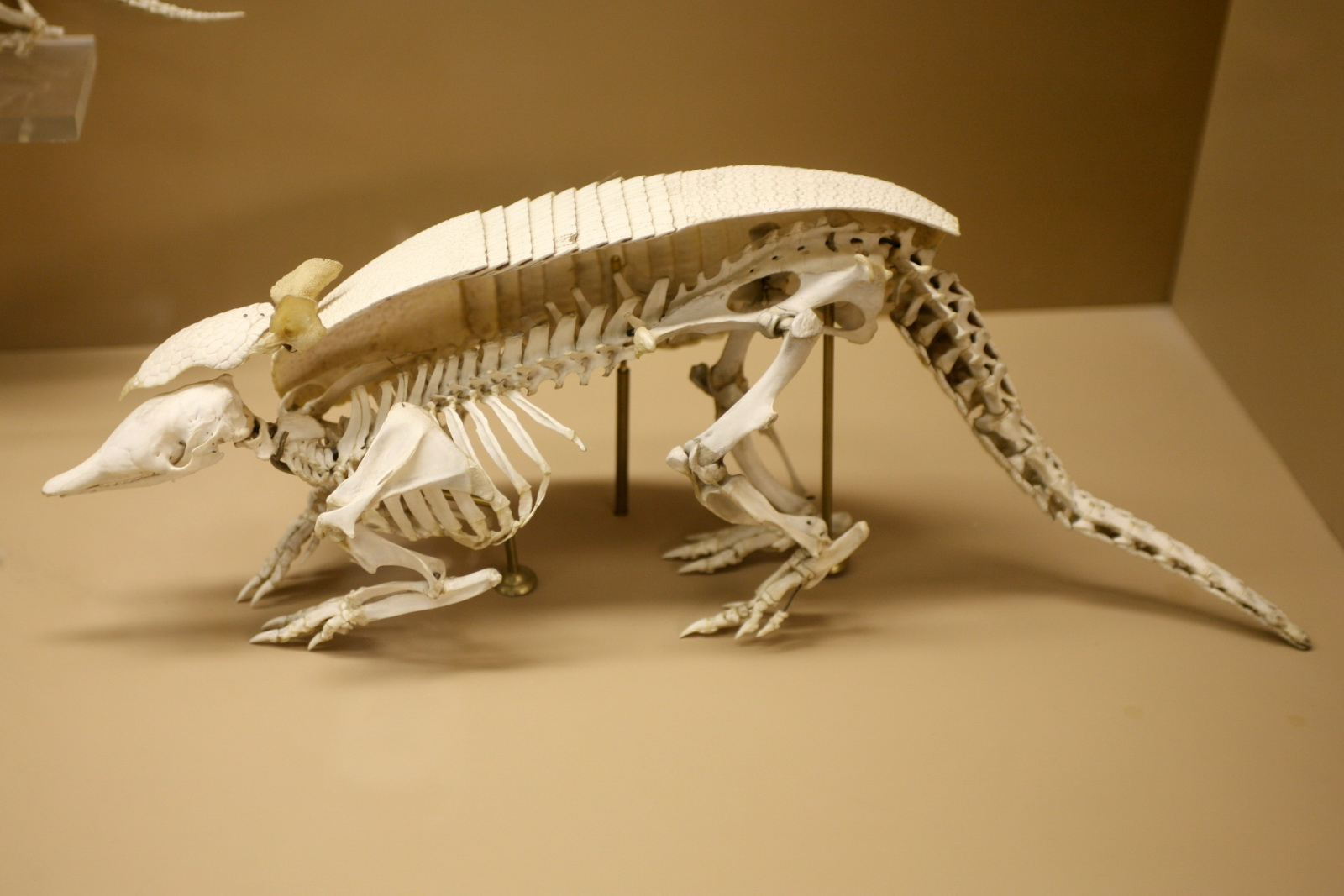
Skelett des Neunbinden-Gürteltiers

Der Schädel ist 8,6 bis 10,5 cm lang und am Hirnschädel 2,9 bis 4,2 cm breit, Die Jochbögen stehen 3,6 bis 4,6 cm auseinander, während der Bereich hinter der Orbita auf 2,1 bis 2,7 cm einzieht. Allgemein besitzt der Schädel eine konische Form mit spitz zulaufendem und rund 6 cm langem Rostrum, das dadurch deutlich verlängert ist. Markant sind des Weiteren der langgestreckte Mittelkieferknochen und der generell schlank gebaute Jochbogen. Der Gaumen endet etwa auf Höhe des Abschlusses der Zahnreihe und liegt leicht unterhalb der Ebene der Schädelbasis. Die Stirnhöhlen sind abweichend von Dasypus guianensis nur moderat entwickelt. Der Zahnbau unterscheidet sich wie bei allen Gürteltieren auffallend von dem anderer Säugetiere und folgt nicht der gängigen Gebissformel. Die Zähne sind molarenartig gebaut und besitzen nur eine Wurzel. Sowohl im Ober- als auch im Unterkiefer finden sich jeweils je Kieferhälfte 7 bis 9 Zähne, also insgesamt 28 bis 36. Allerdings scheint es innerhalb der einzelnen Populationen deutliche Unterschiede zu geben, da bei Tieren aus Nicaragua nur jeweils 7 Zähne je Kieferbogen beobachtet wurden. Die Gesamtlänge der oberen Zahnreihe beträgt 2,0 bis 2,8 cm, die der unteren 2,1 bis 3,0 cm. Der Unterkiefer wird 6,6 bis 8,3 cm lang.

### Sinnesleistungen und Lautäußerungen
Das Mexikanische Neunbinden-Gürteltier hat einen eher schlechten Sehsinn, dafür aber einen ausgesprochen guten Geruchssinn, den es vor allem bei der Nahrungssuche einsetzt. Mehrere Lautrufe sind bekannt. Grabende und sich wehrende Tiere geben ein keuchendes Grunzen von sich, ängstliche ein Quieken. In der Paarungszeit sind auch niederfrequente Kontaktrufe nachgewiesen. Zudem ist die Gürteltierart ein sehr geräuschvolles Tier, welches ein beständiges Schnauben oder Grunzen bei der Suche nach Futter ausstößt.

## Verbreitung und Lebensraum

### Allgemein

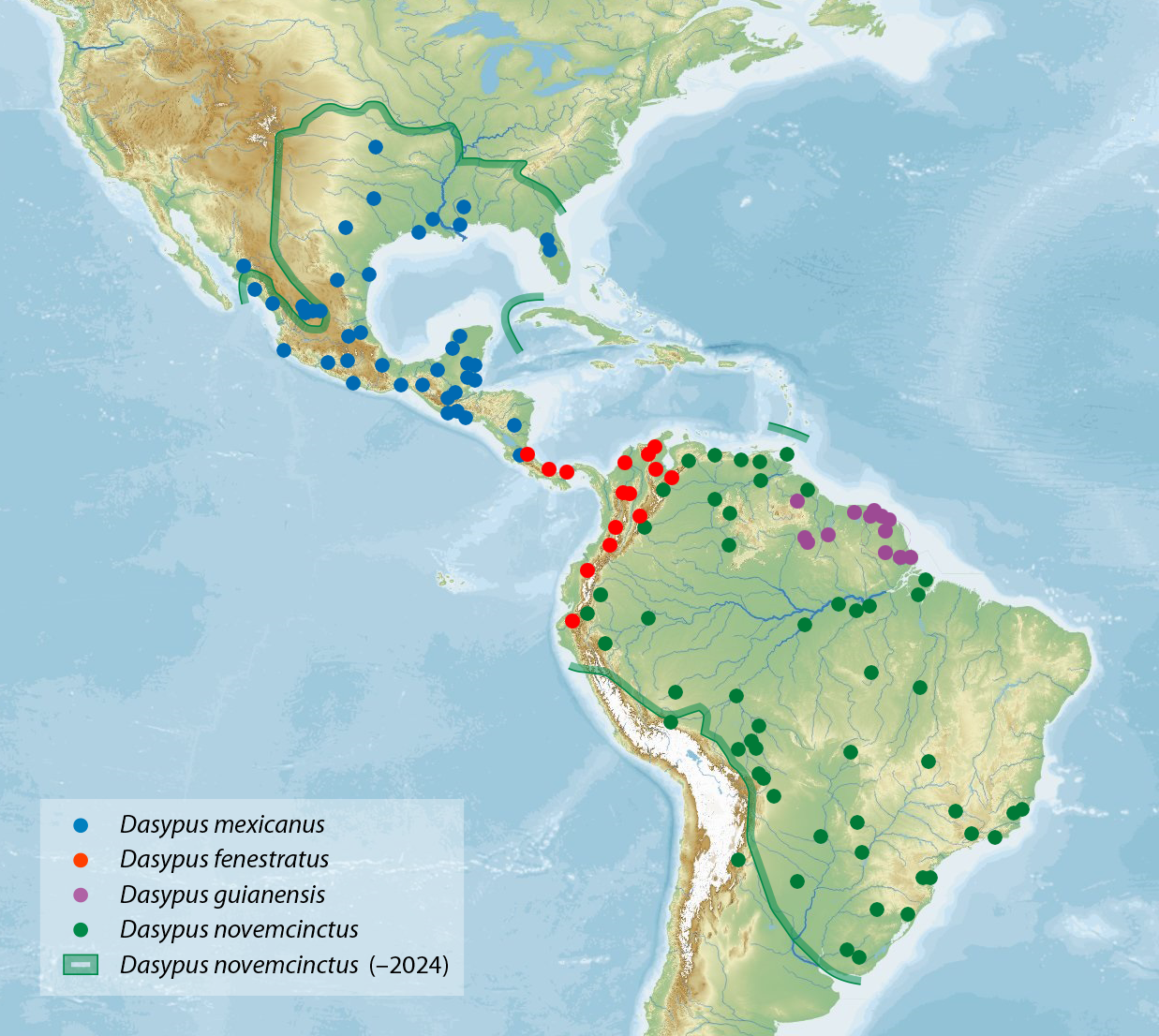
Verbreitungsgebiet des Neunbinden-Gürteltier-Artkomplexes, das Vorkommen des Mexikanischen Neunbinden-Gürteltiers ist blau markiert

Das Verbreitungsgebiet des Mexikanischen Neunbinden-Gürteltiers umfasst den größeren Teil des kontinentalen Mittelamerikas und den südlichen Teil Nordamerikas. Es erstreckt sich somit von Costa Rica im Süden nordwärts bis in den südlichen bis mittleren Teil der USA. Am Südrand des Vorkommens besteht ein sympatrisches Auftreten mit Dasypus fenestratus. Die Tiere bewohnen verschiedene Landschaften von feuchten tropischen Regenwälder des Tieflands über Savannen und Trockengrasgebieten bis hin zu kühleren Bergwäldern. Die Höhenverbreitung reicht vom Meeresspiegelniveau bis in höhere Berglagen um 3400 m, letzteres wurde am Irazú in Costa Rica dokumentiert. Die Populationsdichte variiert über den Lebensraum. Für eine Flussuferlandschaft im San Patricio County im US-Bundesstaat Texas wird sie mit 1,45 Individuen je Hektar angegeben, für die küstennahen Offenlandschaften ebenfalls in Texas mit 0,5 Tieren auf einer ähnlich großen Fläche.

### Ausbreitung nach Nordamerika

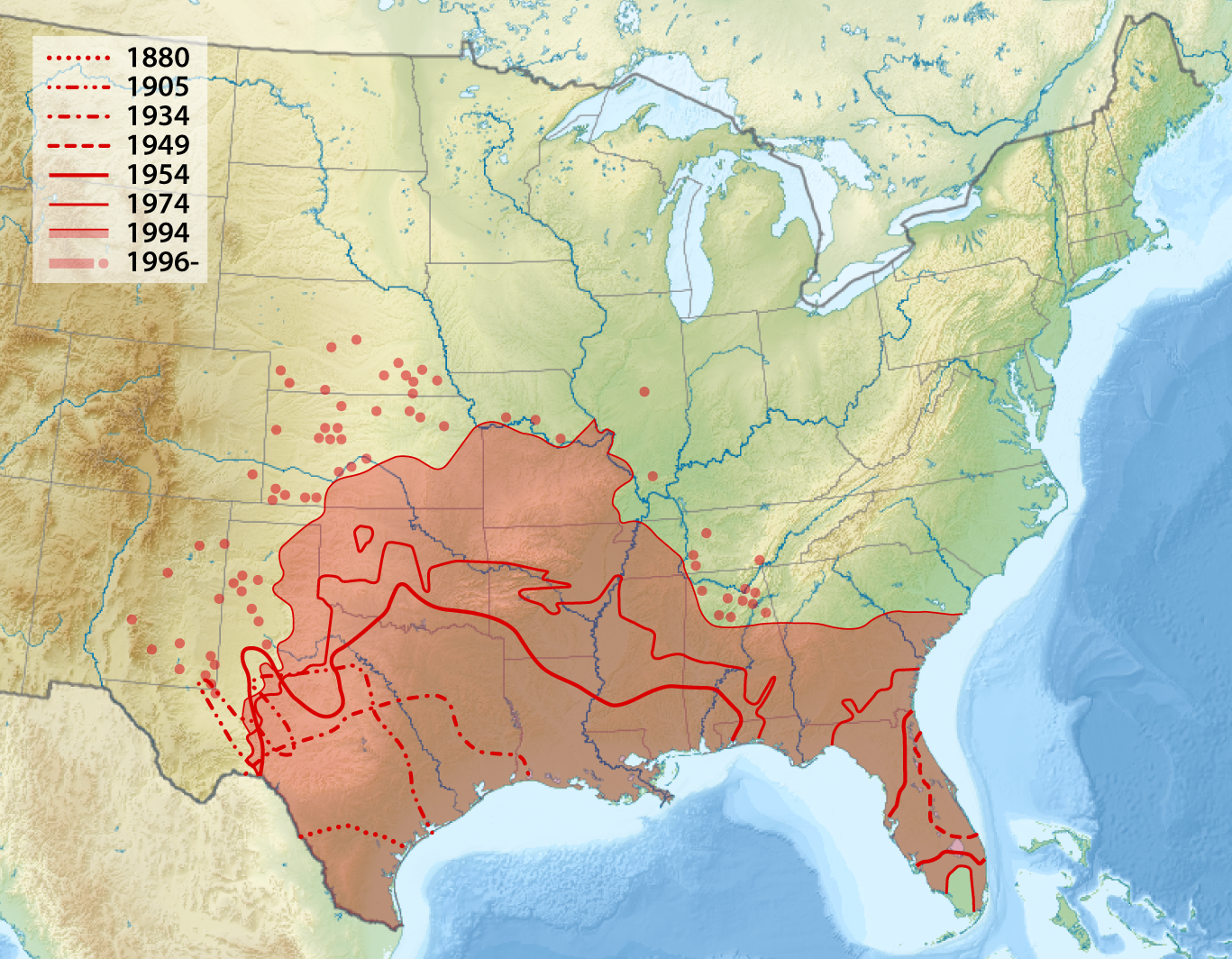
Verbreitungsgebiet in den USA mit gegenwärtiger Verbreitung (rot) mit der Darstellung verschiedener Verbreitungsgrenzen zu unterschiedlichen Zeitpunkten, die roten Punkte sind Neubeobachtungen

Das Mexikanische Neunbinden-Gürteltier ist der Vertreter der Gürteltiere mit der nördlichsten Verbreitung. Als einziger Angehöriger der Gruppe kommt er in den USA vor, dessen Ausbreitung dorthin erst in jüngerer Zeit stattfand und immer noch anhält. Dieser Prozess ist relativ gut untersucht. Die ersten Tiere wurden im südlichsten Texas am Rio Grande im Jahr 1854 beobachtet. Bereits rund 25 Jahre später hatte die Gürteltierart den Nueces River im Südosten des US-Bundesstaates erreicht. Die Westexpansion stoppte etwa 1905 am Pecos River in New Mexico, gegenwärtig sind nur selten vereinzelte Tiere westlich des Flusses zu finden. Nach Osten hin erschien das Mexikanische Neunbinden-Gürteltier erstmals im Jahr 1921 in Arkansas. Schon zwei Jahre zuvor wurden mehrere Tiere in Florida durch Marinesoldaten freigelassen, gleichzeitig entwichen einige Exemplare aus einem Zoo, beide Gruppen begründeten die Population in diesem Bundesstaat. Im weiteren Verlauf der Ostausdehnung des Verbreitungsgebietes trat das Mexikanische Neunbinden-Gürteltier im Jahr 1925 erstmals in Louisiana auf, den Mississippi überschritt es knapp zehn Jahre später, weitere Neumeldunmgn kamen im Jahr 1939 aus Alabama an und im Jahr 1942 aus Georgia. Weiterhin erfolgte auch eine Nordausdehnung, so wird über das erste Auftreten der Art in den Jahren 1936 in Oklahoma, 1943 in Kansas, 1947 in Missouri, 1966 in Colorado, 1970 in Nebraska, 1974 in South Carolina und schließlich 1992 in Illinois berichtet. Gegenwärtig umfasst die Verbreitung den ganzen Südosten der USA, im Westen ist die Ausdehnung weitgehend durch die trockenen Wüstengebiete mit heftigen Wintereinbrüchen abgeschlossen, im Norden geht sie jedoch weiter und schreitet mit einer Geschwindigkeit von durchschnittlich 7,8 km pro Jahr voran, in den Großen Ebenen liegt sie sogar bei 11 km, im Vergleich dazu erreichte sie an der Golfküste bis zu 17,2 km pro Jahr. Allerdings wird die Expansion nach Norden durch die kalten Winter gebremst, da das Mexikanische Neunbinden-Gürteltier kaum kälteresistent ist. Ein weiterer limitierender Faktor ist das weniger reichhaltige Nahrungsangebot in der kalten Jahreszeit dort.
Warum das Mexikanische Neunbinden-Gürteltier erst so spät in den USA auftrat, ist unbekannt, da es schon wesentlich früher, seit einigen tausend Jahren, in Mexiko nachgewiesen ist und keine klimatischen Unterschiede zum südlichen Teil der heutigen USA bestehen oder geographische Barrieren vorliegen. Möglicherweise hat es mit der Größe und Dichte der Populationen in Mexiko zu tun oder aber mit dem Überwinden eines physiologischen Hemmfaktors. Letzteres wäre nur mit einer evolutiven Weiterentwicklung des Mexikanischen Neunbinden-Gürteltiers zu erklären. Untersuchungen zufolge besitzen die Populationen in Nordamerika vergleichsweise eine nur geringe genetische Variabilität, im Gegensatz zu denen in Südamerika. Erklärt wird dies mit einer nur kleinen Gründergruppe, die Nordamerika Mitte des 19. Jahrhunderts erreichte.

## Lebensweise

### Territorialverhalten

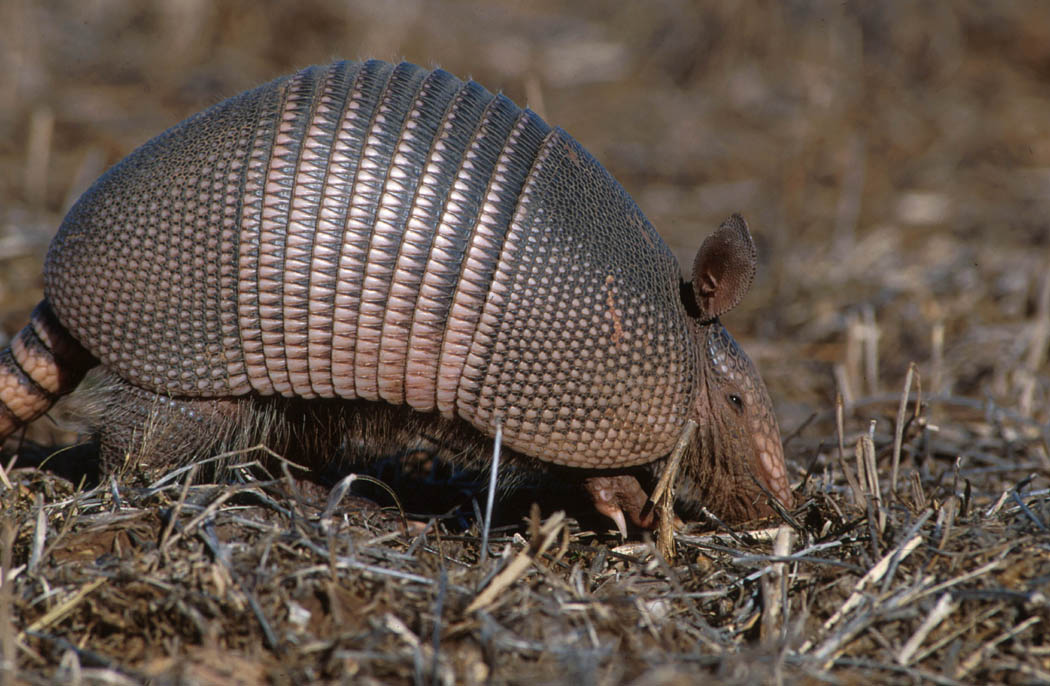
Neunbinden-Gürteltier in Oklahoma

Das Mexikanische Neunbinden-Gürteltier gehört zu den am besten untersuchten und dokumentierten Vertretern der Gürteltiere, dementsprechend viel ist über die Lebensweise bekannt. Die Tiere sind einzelgängerisch und überwiegend nachtaktiv, allerdings können sie zeitweise auch am Tag beobachtet werden. Die meisten Aktivitäten finden zwischen 17.00 und 09.00 Uhr statt mit einem Höhepunkt zwischen 21.00 und 22.00 Uhr. Da die Gürteltierart weniger kälteangepasst ist, gehen die Aktivitäten in kühleren Phasen zurück, verbunden mit einem Absinken der Körpertemperatur um bis zu 2,5 °C. In der Regel sind die Tiere nicht territorial, doch nutzen sie Aktionsräume, in denen sie sich bevorzugt aufhalten und deren Größe mit dem Alter der einzelnen Individuen zunimmt. Je nach Habitaten werden sie gemäß Untersuchungen nahe des Lake Placid in Florida zwischen 1,1 und 13,8 ha groß, für das westliche Louisiana wurden durchschnittlich 20,2 ha festgestellt, während es im zentralen Texas im Mittel 3,5 ha sind. Unterschiede zwischen männlichen und weiblichen Tieren wurden dabei nicht beobachtet. Die Aktionsräume verschiedener Einzeltiere, sowohl der Männchen als auch der Weibchen, können sich überlappen, ohne dass es zu Aggressionen untereinander kommt. Lediglich in der Brunftzeit sind die Gebiete der männlichen Tiere strikt getrennt. Bei Kontakten von Individuen untereinander werden meist zuerst die Genitalien beschnüffelt. Während der täglichen Nahrungssuche legt ein einzelnes Tier bis zu 1,2 km zurück, die durchschnittlichen Distanzen betragen aber 80 bis 180 m. Zudem ist das Neunbinden-Gürteltier fähig, Gewässer zu überqueren, wobei es flache, schmale Gewässer einfach am Grund durchwandert, größere Gewässer aber schwimmend überquert; zu diesem Zweck pumpt es Luft in seinen Verdauungstrakt. Gelegentlich sieht man ein einzelnes Tier auch aktiv in einem kleinen Gewässer baden.

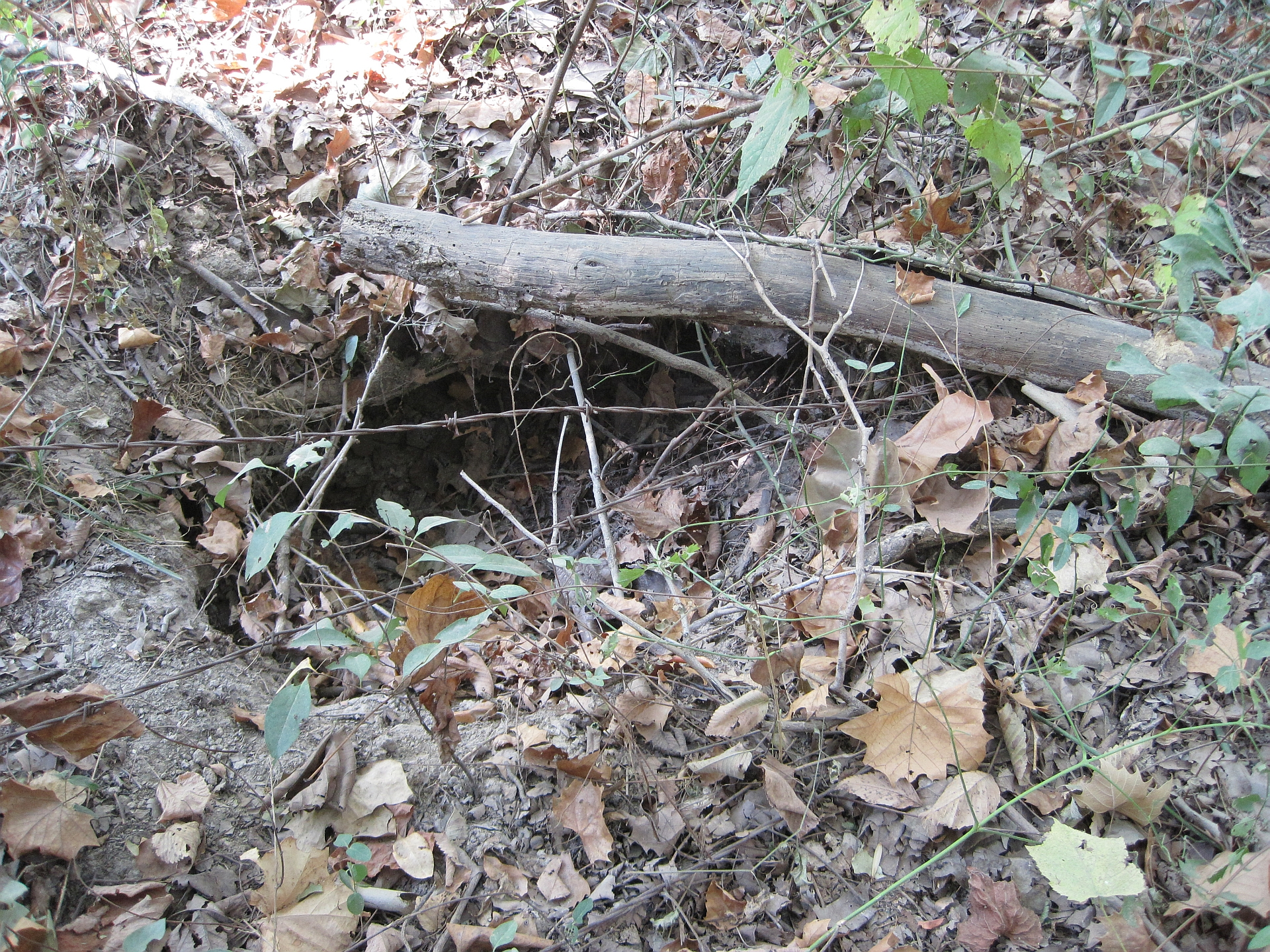
Eingang zum Bau eines Neunbinden-Gürteltiers

Den Tag verbringt das Mexikanische Neunbinden-Gürteltier überwiegend in selbst gegrabenen Bauen, die es mit den kräftigen Vorderfüßen anlegt. Baue finden sich durchschnittlich häufiger in Waldgebieten als in offenen Landschaften. Im Mittel besitzt ein Individuum zwischen 4 und 8 Baue in seinem Aktionsgebiet. Sie reichen rund 50 cm schräg in den Untergrund, in Extremfällen sind sie bis zu 150 cm tief. Jeder Bau hat mehrere Eingänge von 17 bis 20 cm Durchmesser, die manchmal mit Pflanzen bedeckt sind. Die Eingänge orientieren sich nicht in eine bestimmte Richtung, im Gegensatz zu den Bauen von Gürteltierarten, die im Offenland leben und die diese deshalb windgeschützt anlegen. Der lange Gang endet in einer größeren, oft mit getrocknetem Gras oder Blättern gepolsterten Kammer von rund 34 cm Durchmesser. Das Material für das Nestpolster holt das Mexikanische Neunbinden-Gürteltier in mehreren Phasen aus der näheren Umgebung herbei. Im Bau herrscht häufig eine 3 bis 4 °C kühlere Temperatur als außen. Manchmal findet man mehrere Tiere in einem Bau, die aber in der Regel der gleichen Familie angehören und immer gleichen Geschlechts sind. In einigen Fällen nutzen andere Tierarten wie der Gemeine Schwarzleguan oder Skunks und Beutelratten die Baue des Mexikanischen Neunbinden-Gürteltiers, im US-Bundesstaat Arkansas wurden rund zwei Dutzend unterschiedliche Arten registriert. In Regionen, die regelmäßig überflutet werden, errichtet die Gürteltierart bauartige Nester aus Pflanzenmaterial auf dem Erdboden, die etwa 20 mal 34 cm groß sowie 22 cm hoch sind und nur einen einzigen Eingang aufweisen.

### Ernährung

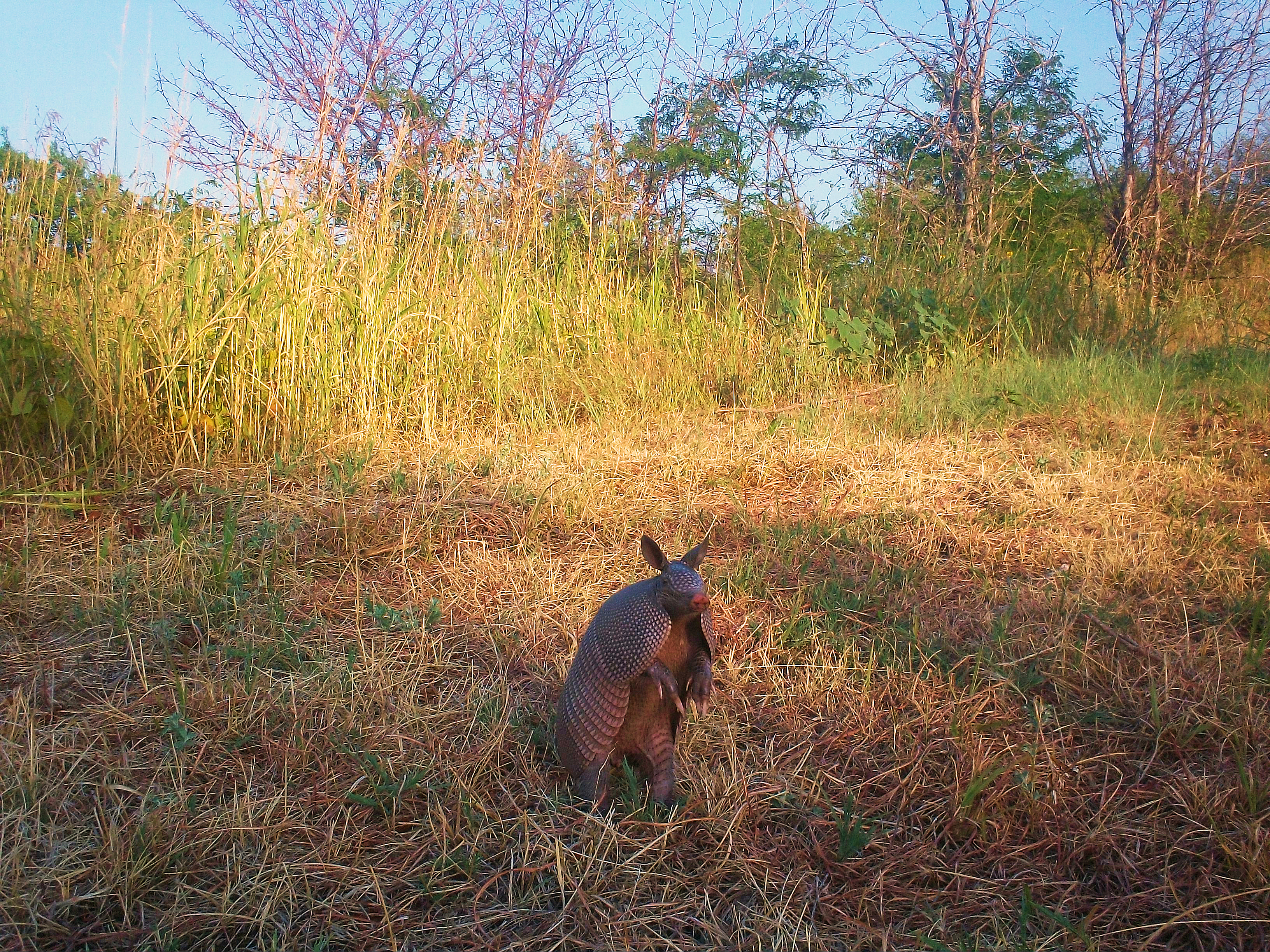
Aufgerichtetes Neunbinden-Gürteltier

Die Hauptnahrung des Mexikanischen Neunbinden-Gürteltiers besteht vorwiegend aus Wirbellosen, in erster Linie Insekten, wobei vorzugsweise Käfer verspeist werden. Untersuchungen aus den USA zeigen einen Anteil von 30 bis 45 % an Käfern und deren Larven in der Nahrung, hier vor allem Blatthornkäfer, Laufkäfer und Schnellkäfer. Des Weiteren sind Hautflügler, Heuschrecken und Schmetterlinge mit Anteilen von jeweils 4 bis 15 % vertreten, daneben wurden auch kleine Wirbeltiere wie Amphibien und Reptilien verzehrt. Dabei plündert die Gürteltierart Eigelege der Diamantschildkröte und Nester der Virginiawachtel, für letztere ist sie allein in Florida für 16 % der durch Beutegreifer zerstörten Nester verantwortlich. Beobachtet wurde zudem, dass sie Fleisch von verendeten Kaninchen oder Vögeln, etwa der Wanderdrossel, frisst. Eine eher untergeordnete Rolle spielen Früchte und Beeren, unter anderem solche von Ebenholzgewächsen, regional kann aber pflanzliche Nahrung bis zu 10 % des Nahrungsbedarfes einnehmen. Verschiedene analysierte Mageninhalte enthielten Schlangen als Nahrungsreste. Nach Beobachtungen im Nationalpark Santa Rosa in Costa Rica erlegte ein Tier eine giftige Korallenschlange durch Sprünge mit der Panzerrückseite auf das Tier. Der vollständige Verzehr der rund 1 m langen Schlange nahm etwa 30 Minuten in Anspruch. Insgesamt zeigt sich das Mexikanische Neunbinden-Gürteltier als sehr opportunistisch in seinem Fressverhalten.
Die Tiere nutzen 77 bis 90 % ihrer Wachphase mit der Nahrungssuche. Dabei läuft das Mexikanische Neunbinden-Gürteltier behände hin und her, schnüffelt an allen potenziellen Fressstellen und gibt ein beständiges Schnauben von sich. Es benutzt meist häufig begangene Pfade und bewegt sich oft von tieferen Wäldern in eher offenes Land. Während der Suche legt es zahlreiche Löcher an, in einem Sumpfkiefer-Ökosystem im US-Bundesstaat Georgia wurden im Durchschnitt 267 Löcher von 9 cm Tiefe auf einem Hektar aufgefunden. Vielfach ist auch zu beobachten, dass sich ein Individuum aufrichtet, wobei es sich mit dem Schwanz dabei abstützt, und in der Luft schnüffelt. Um einer Duftspur zu folgen, hält es die Nase bei der Futtersuche sehr dicht über dem Boden. Zudem stoppt die Atmung bis zu sechs Minuten lang, damit kein Staub eingeatmet wird.

### Fortpflanzung
Männliche Tiere sind mit etwa zwölf Monaten geschlechtsreif, weibliche mit 18. Eine Paarung erfolgt nur einmal jährlich, die Brunft beim Weibchen dauert gut vier Tage. Die Paarungszeit findet hauptsächlich von Juni bis November statt, nach Untersuchungen in Texas beschränkt sich mit rund 83 % der größte Teil auf den Zeitraum von Juni bis August. Nur während dieser Zeit kommt es zur Paarbildung zwischen männlichen und weiblichen Tieren. Zudem tragen werbende Männchen Dominanzkämpfe aus, die teils auf den Hinterfüßen stehend und mit den Krallen der Vorderfüße geführt werden, aber auch indem ein Tier nach hinten ausschlägt. Aufgrund der Anatomie des Panzers und der bauchseitigen Lage der Genitalien liegt das Weibchen bei der Begattung auf dem Rücken.
Die Tragzeit dauert etwa acht bis neun Monate, die eigentliche Entwicklung im Mutterleib benötigt aber durchschnittlich nur rund 140 Tage. Infolge einer Diapause nach der Befruchtung und Einlagerung der Eizelle in die Gebärmutter kommt es zu einer Entwicklungsverzögerung des Embryos von bis zu 4 Monaten. Dies führt dazu, dass die Nachkommen in einer klimatisch günstigen Zeit zur Welt gebracht werden können. Allerdings verursacht auch Stress eine verzögerte Implantation der Eizelle, was bedingt, dass die Geburt teilweise bis zu 32 Monate nach der letzten Befruchtung stattfindet. Auch wurde beobachtet, dass Weibchen zweimal hintereinander gebaren, ohne dass Kontakt zu Männchen bestand, was ebenfalls auf die verzögerte Implantation zurückzuführen ist.
Üblicherweise kommen vier Jungtiere zur Welt. Aufgrund von Polyembryonie sind alle Jungtiere genetisch identisch und die Anzahl der Nachkommen dadurch fast immer geradzahlig, nur sehr selten wurde die Geburt von Drillingen beobachtet. Ein Junges wiegt etwa 85 bis 100 g. Es ähnelt bereits erwachsenen Tieren, allerdings sind der Panzer und die Krallen weicher und härten sich erst im Lauf der ersten Lebenswochen. Weiterhin sind die Augen geöffnet und ein Neugeborenes kann bereits nach wenigen Stunden laufen. Die Saugphase dauert insgesamt etwa drei Monate und die Jungtiere nehmen anfänglich etwa 11 g je Tag an Gewicht zu. Erstmals das Nest verlassen sie nach rund 20 Tagen und gehen mit dem Muttertier auf Nahrungssuche, wobei sie auch zum ersten Mal Wasser trinken. Die ersten Insekten werden jedoch erst nach rund 70 Tagen gefressen. Nach der Entwöhnung bleibt die Familiengruppe noch etwa sechs weitere Monate zusammen, bis die Jungtiere herangewachsen sind und das Muttertier verlassen. Die Lebenserwartung liegt bei zwölf bis fünfzehn Jahren.
Die Polyembryonie hat zur Folge, dass die genetische Diversität einer Gruppe in unmittelbarer Umgebung eines Mutternestes relativ gering ist, was Studien an mehreren hundert Individuen im Yazoo National Wildlife Reserve im US-Bundesstaat Mississippi erbrachten. Erst mit zunehmender Entfernung vom ursprünglichen Nest steigt auch die genetische Variabilität an. Dies hängt mit der Abwanderung der Jungen nach der Jugendphase zusammen. Die zunehmende Vielfalt in der genetischen Struktur ist bei weiblichen Tieren höher als bei männlichen. Die an der Untersuchung beteiligten Wissenschaftler boten zwei Erklärungsmodelle für dieses Phänomen an: einerseits ließe sich dadurch auf eine häufigere Abwanderung der Weibchen und eine stärkere Ortstreue (Philopatrie) der Männchen schließen, andererseits könnte sich hier auch der unterschiedliche Paarungserfolg der Männchen bei polygyner Fortpflanzung widerspiegeln.

### Beutegreifer und Feindverhalten

Jaguare gehören zu den größten Fressfeinden

Üblicherweise flüchtet das Neunbinden-Gürteltier bei aufziehender Gefahr in den nächsten Bau und verstopft den Eingang korkenartig mit seinem Beckenpanzer, außerdem krümmt es den Rücken und verhakt sich mit den beweglichen Bändern in der umliegenden Erde, so dass es kaum aus seinem Bau herausgezogen werden kann. Beim Laufen ist ein einzelnes Tier sehr schnell und kann Berichten zufolge auch jagenden Hunden entkommen. Zudem produziert das Mexikanische Neunbinden-Gürteltier ein Sekret, welches Übelkeit bei potentiellen Fressfeinden auslöst. Ein aufmerksames Tier schnüffelt vierbeinig oder auf den Hinterbeinen stehend, ein erschrockenes springt mit allen vieren in die Luft und beugt den Rückenpanzer. Zu den bedeutendsten Fressfeinden gehört der Jaguar, jedoch ist der Druck, den der Beutegreifer auf die Populationen ausübt, regional unterschiedlich. In Belize konnte in 54 % von 183 untersuchten Kotresten des Jaguars das Mexikanische Neunbinden-Gürteltier nachgewiesen werden, in Campeche in Mexiko waren es in 37 Fäzien 12 %. Dagegen scheint die Gürteltierart aber kaum zum Beutespektrum des Pumas zu gehören, ebenso wenig zu dem des Kojoten, da bei 566 untersuchten Fäzes kein Nachweis erbracht werden konnte.

### Parasiten
Trotz der relativ weiten Verbreitung des Mexikanischen Neunbinden-Gürteltiers sind nur wenige Parasiten nachgewiesen. Zu den häufigen äußeren gehören Zecken der Gattung Amblyomma. Flöhe sind unter anderem mit Arten der Gattungen Echidnophaga und Polygenes vertreten. Innere Parasiten umfassen überwiegend Fadenwürmer, so beispielsweise Aspidodera, Ascarops und Dipetalonema. Hinzu kommen Saugwürmer wie Brachylaemus und Bandwürmer wie Oochoristica. Bedeutend ist die Gürteltierart vor allem als Träger von Mycobacterium leprae, welches die Lepra beim Menschen hervorrufen kann. Die Höhe des Übertragungsrisikos ist aber unklar. In Louisiana, wo die Krankheit seit Mitte des 19. Jahrhunderts endemisch ist, trat das Neunbinden-Gürteltier erst in den 1920er Jahren auf. Weiterhin ist Lepra allein in den USA deutlich weiter verbreitet als die Gürteltierart insgesamt, doch konnte 2011 in einer Studie der Übertragungsweg über das Mexikanische Neunbinden-Gürteltier nachgewiesen werden. Die Krankheit selbst wurde erst mit der Besiedlung Amerikas durch die Europäer dort heimisch und kam vorher nicht vor.

## Systematik
Das Mexikanische Neunbinden-Gürteltier ist eine Art aus der Gattung der Langnasengürteltiere (Dasypus), die aus insgesamt wenigstens neun Vertreter besteht. Die Langnasengürteltiere wiederum gehören zur Gruppe der Gürteltiere (Dasypodia). Innerhalb dieser formen sie eine eigene Familie, die Dasypodidae. Die Familie gilt als rezent monotypisch, enthält allerdings noch einige weitere Fossilformen, so etwa Stegotherium und Propraopus. Molekulargenetische Untersuchungen verweisen auf eine Trennung der Dasypodidae von der Linie der anderen Gürteltiere, die allesamt in der Familie der Chlamyphoridae zusammengefasst werden, im Mittleren Eozän vor rund 45 Millionen Jahren. Eine nachfolgende stärkere Diversifizierung der Langnasengürteltiere ist dann aber erst im Mittleren Miozän vor rund 10 Millionen Jahren zu verzeichnen. In deren Zuge entstanden drei größere Linien, von denen eine den Artkomplex um das Kappler-Gürteltier (Dasypus kappleri) bildet, eine weitere den des Siebenbinden-Gürteltiers (Dasypus septemcinctus) repräsentiert und die dritte jenem des Neunbinden-Gürteltiers (Dasypus novemcinctus) inklusive des Pelzgürteltiers (Dasypus pilosus) umfasst. Zur letzteren Artengruppe lässt sich auch das Mexikanische Neunbinden-Gürteltier zurechnen. Der Artkomplex entstand im Übergang vom Miozän zum Pliozän vor rund 5,14 Millionen Jahren. Die eigenständige Linie des Mexikanischen Neunbinden-Gürteltiers ist ab dem ausgehenden Pliozän vor etwa 2,9 Millionen Jahren fassbar. Relativ nahe sind Dasypus fenestratus und das Savannen-Gürteltier (Dasypus sabanicola), zu denen ein genetischer Abstand von etwa 3,6 % besteht.

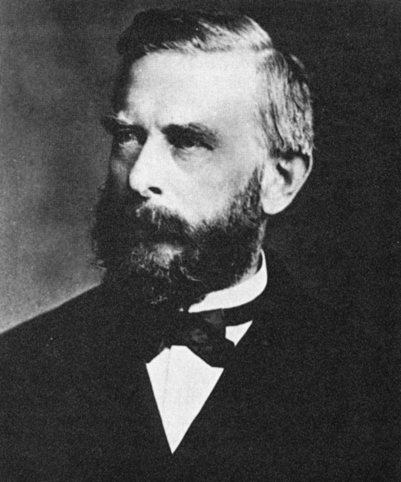
Wilhelm Peters

Die früheste Erwähnung des Mexikanischen Neunbinden-Gürteltiers in Europa geht auf den spanischen Conquistador Francisco Hernández de Córdoba zurück, der im Jahr 1517 die Halbinsel Yucatán entdeckte. Die wissenschaftliche Erstbeschreibung führte Wilhelm Peters jedoch erst Jahr 1864 durch. Peters nutzte hierfür einen Aufsatz, in dem er mehrere Vertreter der Langnasengürteltiere behandelte. Allerdings wies er die Form hierin nur als Variation des Neunbinden-Gürteltiers aus (Dasypus novemcinctus var. mexicanus), die von der Nominatform in einzelnen Besonderheiten des Schädels abwich. Für seine Beschreibung stand ihm ein Exemplar zur Verfügung. Als Herkunft gab Peters nur allgemein „Mexiko“ an. Die genaue Lokalität war lange Zeit in Diskussion, könnte sich aber auf die Umgebung des Colima im südwestlichen Mexiko einschränken lassen. Im weiteren Verlauf der Forschungsgeschichte galt das Mexikanische Neunbinden-Gürteltier aber weitgehend als Unterart des eigentlichen Neunbinden-Gürteltiers. Es bestand teilweise ein Disput darin, inwiefern Peters‘ Dasypus novemcinctus var. mexicanus gegenüber dem von ihm im gleichen Aufsatz eingeführten, jedoch zuerst abgehandelten Dasypus fenestratus Eigenständigkeit besaß. Glover Morrill Allen bevorzugte im Jahr 1911 letztere Bezeichnung für alle nordamerikanischen Langnasengürteltiere. Partiell unterstützte dies auch Ned Hollister gut ein Dutzend Jahre später, schränkte aber das Vorkommen von Dasypus novemcinctus fenestratus auf das westliche Mexiko ein, während er für das übrige Nordamerika Dasypus novemcinctus mexicanus als gültig einstufte. Gleichzeitig wies er hierbei die von Vernon Orlando Bailey im Jahr 1905 anhand mehrerer Individuen aus dem südlichen Texas benannte Form Tatu novemcinctus texanum als Synonym aus. Von Robert L. Russell stammt wiederum die Unterart Dasypus novemcinctus davisi, die er im Jahr 1953 unter Berufung auf ein Exemplar aus Morelos im zentralen Mexiko aufstellte und anhand abweichender Schädelmerkmale und einer geringeren Körpergröße von den anderen Populationen in Nordamerika abtrennte. Er unterschied dadurch auch ebenso wie Hollister zwei unterschiedliche Formen: einerseits Dasypus novemcinctus mexicanus im östlichen und andererseits Dasypus novemcinctus davisi im westlichen Mexiko. Fast 60 Jahre später konnte eine genetische Analyse an rund 150 Individuen aus Mexiko diese anatomisch basierte Teilung der Population des Neunbinden-Gürteltiers im südlichen Nordamerika bestätigen. Die untersuchten Tiere gehörten zwei unterschiedlichen Kladen an, die sich wahrscheinlich schon im Jungpleistozän in Südamerika herausdifferenziert hatten. Die beiden Gruppen verteilten sich ähnlich den beiden postulierten Unterarten einmal eher im östlichen und einmal eher im westlichen Teil des Landes mit der Sierra Madre Oriental als mögliche natürliche Barriere. Als Resultat nahmen die Autoren der Studie heraus, dass die Besiedlung Nordamerikas durch das Neunbinden-Gürteltier wohl komplexer ablief als ursprünglich angenommen.
Über das gesamte Verbreitungsgebiet des Neunbinden-Gürteltiers im weiteren Sinne wurden im Laufe des 20. Jahrhunderts verschiedentlich anatomische Unterschiede beobachtet. Eine umfassende schädelmorphologische Studie aus dem Jahr 2017 arbeitete insgesamt vier regionale Varianten heraus. Hierbei charakterisierten sich Tiere aus dem nördlichen Teil des Gesamtvorkommens durch moderat entwickelten Stirnhöhlen, relativ eng stehenden Orbita und einen schlanken Jochbogen. Sie bildeten hierbei eine „nördliche Gruppe“ mit markanten Unterschieden zu den anderen, weiter südlich beheimateten Populationen des Neunbinden-Gürteltiers. Die größten Ähnlichkeiten, etwa hinsichtlich der Ausprägen der Stirnhöhlen, ergaben sich zur südlich anschließenden „zentralen Gruppe“ in Mittelamerika und dem nordwestlichen Südamerika. Die zuvor postulierte Zweiteilung der Population des Neunbinden-Gürteltiers Mexikos in eine östliche und eine westliche Form ließ sich aus schädelmorphologischer Sicht innerhalb der „nördlichen Gruppe“ nicht bestätigen. Eine umfassende genetische Analyse der Langnasengürteltiere zwei Jahre später, durchgeführt von Anderson Feijó und Kollegen, unterstützte die Aufteilung des Neunbinden-Gürteltiers in mehrere Untergruppen. Die Autoren unterstrichen dabei in ihrer Untersuchung, dass das Neunbinden-Gürteltier keine monophyletische Gruppe darstellt und befürworteten eine Aufteilung in mehrere Arten, ohne dies aber umzusetzen. Erst im Jahr 2024 in Verbindung mit weiteren und umfassenderen genetischen Studien hob ein Arbeitsteam um Mathilde Barthe das Mexikanische Neunbinden-Gürteltier auf Artstatus.

## Stammesgeschichte
Fossilfunde des Mexikanischen Neunbinden-Gürteltiers sind nur wenige bekannt, die Gürteltierart ist fast vollständig auf das Holozän beschränkt. Aus der Medford-Höhle in Florida stammen einzelne Reste in Form von Knochenplättchen und Gliedmaßenresten, die genetischen Untersuchungen zufolge als Reste des Mexikanischen Neunbinden-Gürteltiers anzusehen sind. Da das Alter der Funde auf etwa 10.000 bis 12.000 Jahre datiert wird und damit ins ausgehende Pleistozän gehören, ist die Anwesenheit dieser Art schon sehr früh in Nordamerika belegt. Der überwiegende Teil der Fossilfunde von Langnasengürteltieren des Pleistozäns steht mit Dasypus bellus, das „Schöne Gürteltier“, in Verbindung, das als nah verwandt mit dem Mexikanischen Neunbinden-Gürteltier angesehen wird, aber mit einer Gesamtlänge von rund 1,2 m und einem Gewicht bis über 15 kg deutlich größere Ausmaße besaß. Dieser angenommenen nahen Verwandtschaft wurde in mehreren Studie widersprochen, in denen Dasypus bellus in Beziehung mit dem Kappler-Gürteltier steht, was sich auch genetisch anhand einzelner Funde aus den USA belegen ließ.

## Mexikanisches Neunbinden-Gürteltier und der Mensch

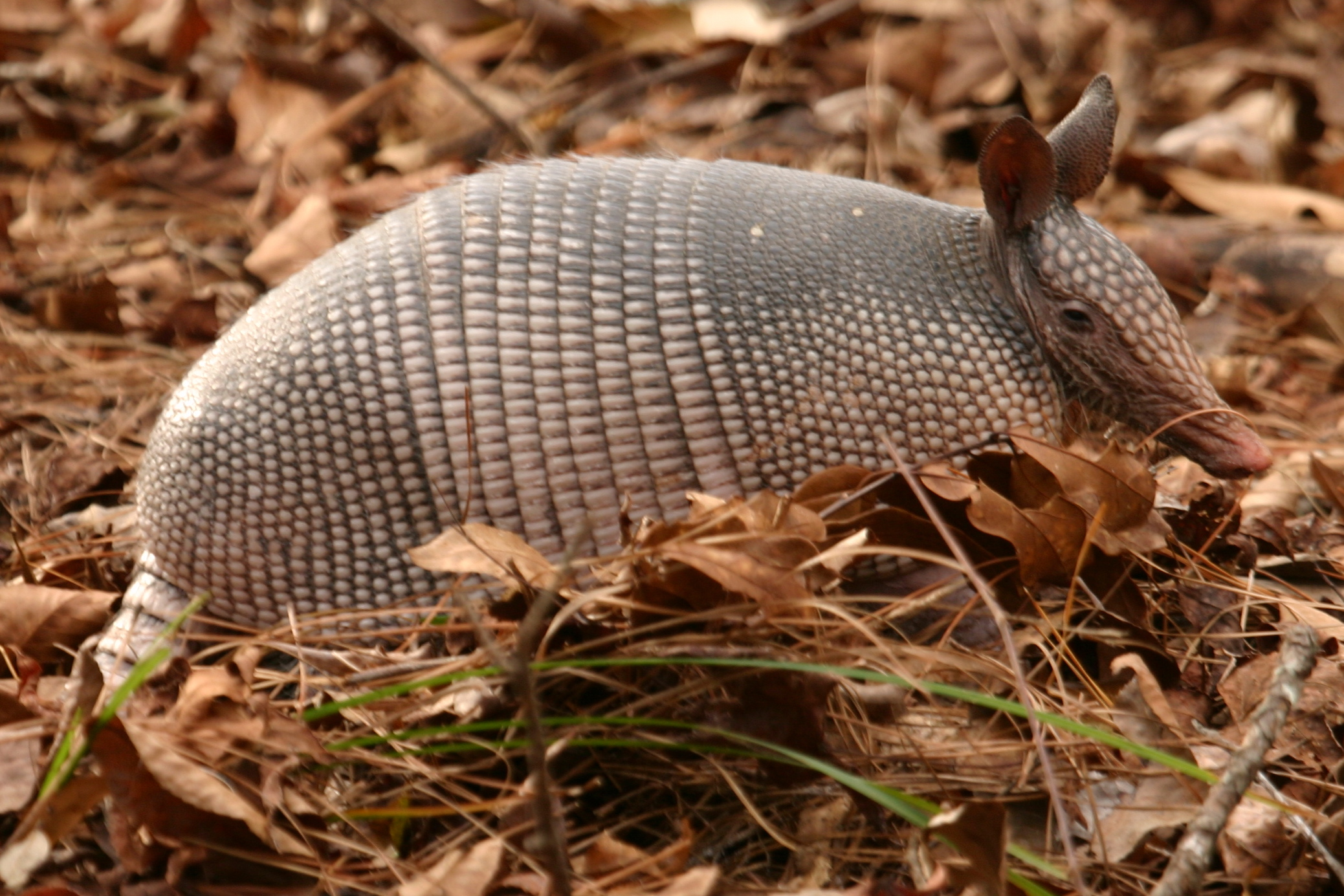
Neunbinden-Gürteltier im Silver River State Park, Florida

### Bedeutung
Als einzige Gürteltierart hat das Neunbinden-Gürteltier sein Verbreitungsgebiet seit der Ankunft der Europäer in Nordamerika drastisch ausweiten können. Das Verhältnis der Menschen zu diesen Tieren ist zwiespältig: einerseits werden sie ihres Fleisches wegen und als Insektenvertilger geschätzt. Andererseits werden sie verfolgt, da sie gelegentlich Felder umgraben und Vogeleier fressen, allerdings machen diese nur einen Bruchteil ihrer Nahrung aus. In der medizinischen Forschung spielen die Tiere eine wichtige Rolle, da die Gürteltierart das Lepra verursachende Bakterium Mycobacterium leprae in sich tragen kann. Aus diesem Grund werden Behandlungsmethoden und Impfstoffe an ihr getestet.

### Bedrohung und Schutz
Das Mexikanische Neunbinden-Gürteltier wird gegenwärtig von der IUCN nicht als eigenständig angesehen und dem Neunbinden-Gürteltier zugewiesen. Für dessen Gesamtbestand sieht die Naturschutzorganisation aufgrund der weiten Verbreitung und der angenommenen stabilen Population keine akute Gefährdungslage. Lokal kann es aber zu einem bestimmten Bestandsdruck kommen. So sind die Tiere häufig in Autounfälle involviert, wobei ihnen ihre Angewohnheit, bei Erschrecken hochzuhüpfen, hier zum Verhängnis wird. In den südlichen Großen Ebenen stellt das Mexikanische Neunbinden-Gürteltier die dritthäufigste, durch Fahrzeuge getötete Säugetierart dar. Es kommt in zahlreichen geschützten Gebieten innerhalb des Verbreitungsgebietes vor.